# شهرستان بیوک ترکمن‌باشی
شهرستان بیوک ترکمن‌باشی (به ترکمنی: Beýik Türkmenbaşy etraby، بییک توٚرکمن‌باشیٛ اطرابیٛ) یک شهرستان منحل شده در ترکمنستان است که در استان لب آب واقع شده‌است.
در تاریخ ۲۸ نوامبر ۲۰۱۷، این شهرستان منحل شده و اراضی آن به شهرستان دولت‌لی ملحق شد. در تاریخ ۹ نوامبر ۲۰۲۲، شهرستان دولت‌لی نیز منحل شده و اراضی آن بین شهرستان‌های خواجه‌جنگباز و کویتن‌داغ تقسیم شد.